# Czesław Hoc
Czesław Hoc (Jelenin; 22 de Fevereiro de 1954 — ) é um político da Polónia. Ele foi eleito para a Sejm em 25 de Setembro de 2005 com 10746 votos em 40 no distrito de Koszalin, candidato pelas listas do partido Prawo i Sprawiedliwość.